# The Curtain
The Curtain Theatre fue un teatro isabelino ubicado en Curtain Close, Shoreditch (parte actualmente del barrio de Hackney), justo a las afueras de la City de Londres. Se inauguró en 1577, y continuó ofreciendo representaciones hasta 1622.
The Curtain fue construido a unas 200 yardas al sur del primer teatro londinense, The Theatre, que había abierto el año anterior, en 1576. (Se le llamó "Curtain" porque se ubicaba cerca de un terreno llamado Curtain Close, no porque tuviera ningún tipo de cortina o telón como los de los teatros modernos. Los teatros isabelinos tenían pequeños cierres con cortinas en la parte posterior del escenario; pero el largo escenario tipo proscenio con su gran telón no apareció en Inglaterra hasta después de la Restauración.) 
Se sabe poco de las obras representadas en el Curtain o de las compañías de actores que aquí interpretaron. Su propietario parece que fue un tal Henry Lanman, que es descrito como un "caballero". En 1585 Lanman llegó a un acuerdo con el propietario del Theatre, James Burbage, para usar el Curtain como teatro supletorio, o "easer," del otro, más prestigioso y antiguo.
Desde 1597 hasta 1599 se convirtió en el lugar de reunión y estreno de la compañía de Shakespeare, los Lord Chamberlain's Men, que habían sido obligados a abandonar su primer local en The Theatre después de que cerrara en 1596. Aquí se estrenaron varias obras de Shakespeare, incluyendo Romeo y Julieta (que obtuvo "Curtain plaudits") y Enrique V. En esta última obra, el hasta cierto punto poco distinguido Curtain obtiene fama inmortal al ser descrito por Shakespeare como "esta O de madera." Los Lord Chamberlain's Men también interpretaron la obra de Ben Jonson Every Man in His Humour aquí en 1598, con Shakespeare en el reparto. Más tarde ese mismo año Jonson obtuvo cierta notoriedad al matar al actor Gabriel Spencer en un duelo en los cercanos Hoxton Fields. Los Lord Chamberlain's Men dejaron el Curtain cuando el Globe, que había sido construido para reemplazar al Theatre, estuvo preparado (1599).
Hasta donde se sabe, Lanman dirigió el Curtain como un asunto privado durante la primera parte de su existencia; sin embargo, en un momento determinado el teatro se reorganizó como una empresa de accionistas. Thomas Pope, uno de los actores de los Lord Chamberlain's Men, tenía una participación en el Curtain y se la dejó a sus herederos en su testamento en 1603. John Underwood, miembro de los King's Men, hizo lo mismo en 1624. El hecho de que estos dos accionistas pertenecieran a la compañía de Shakespeare puede indicar que la reorganización del Curtain tuvo lugar cuando los Lord Chamberlain's Men estaban actuando allí.
En 1603 el Curtain se convirtió en el teatro de los Queen Anne's Men (anteriormente conocidos como Worcester's Men, y que primero estuvieron en el Rose Theatre, donde interpretaron la obra de Heywood A Woman Kill'd With Kindness en febrero de ese año). En 1607 se interpretó en el Curtain The Travels of the Three English Brothers, de Rowley, Day, y Wilkins. 
El destino final del Curtain es incierto. No queda rastro documental de este teatro con posterioridad a 1627. 
Una placa moderna señala el sitio actualmente, en la calle Hewett con Curtain Road.
El Curtain Theatre está representado en la película Shakespeare in Love.
A principios de junio de 2012 el Museo de Arqueología de la capital británica confirmó que se hallaron partes del patio y de los muros de la galería, a tres metros de profundidad, en el barrio de Shoreditch.